# Cheese in the Trap
Cheese in the Trap ist ein südkoreanischer Film von Kim Je-yeong aus dem Jahr 2018. Der Film basiert auf dem gleichnamigen Webtoon und wurde 2016 schon als Fernsehserie adaptiert. Park Hae-jin, der bereits in der Fernsehserie die Hauptrolle spielte, nahm diese auch für den Film ein. Die weiteren Rollen wurden unterschiedlich besetzt.

## Handlung
Der aus einer reichen Familie stammende Yu-jeong verliebt sich in die strebsame und fleißige Hong Seol. Beide gehen auf dieselbe Universität. Yu-jeong ist sehr populär während Seol bisher keine Beziehung einging. Seol ist sehr überrascht, da Yu-jeong sie ein Jahr zuvor gar nicht beachtete oder grüßte. Hong Seol wird immer wieder von dem Stalker Yeong-geon belästigt. Des Öfteren kann der junge Baek In-ho zur Hilfe eilen und Seol aus unangenehmen oder gefährlichen Situation befreien. Baek In-ho und Baek In-ha sind die Adoptivgeschwister von Yu-jeong. Letzterer kann die beiden nicht ausstehen, da sie ihn zu Schulzeiten bei ihrem Vater verpetzten.
Eines Tages lädt Yeong-geon Bilder von Seol und ihrer Freundin und Mitbewohnerin Bo-ra hoch und bezeichnet sie als sexsüchtig. Der Beitrag ist nicht zurückzuverfolgen. Doch Yu-jeong kann mit Baek In-has Hilfe Yeong-geons Schuld beweisen und Seols Ruf wieder reinwaschen. Letztlich stößt Seol noch mit dem Ziegelsteinmörder zusammen. Zufälligerweise kann In-ho ihn eines Abends beobachten und will ihn stellen. Er kann jedoch entkommen in das Studentenwohnheim von Seol. Er schlägt im Aufzug auf sie ein. Doch In-ho und Yu-jeong verfolgen ihn. Yu-jeong kann ihn vertreiben, während In-ho ihm weiter folgt. Gemeinsam können beide den Ziegelsteinmörder schnappen.
Yu-jeong konnte durch die Ereignisse seine Beziehung zu den Baek-Geschwistern verbessern, während er Seol schließlich erzählt, wann er sich in sie verliebt hat.

## Kinobesucher
Der Film lief am 14. März 2018 in den südkoreanischen Kinos an und hatte insgesamt 229.005 Besucher.
Der Film lief exklusiv in den Kinos der Kette CJ CGV. Einige Organisation hinterfragten, ob dadurch die Monopolstellung weiter verschärft würde. Eine Doppelmoral wurde dem Filmvertrieb Little Big Pictures vorgeworfen. Der Filmvertrieb wurde 2013 von einem Konsortium aus Produzenten gegründet und verurteilte damals die monopolistischen und oligopolistischen Praktiken der großen Kinobetreiber und Filmproduktionsgesellschaften.